# Парамонов Андрій Федорович
Андрій Федорович Парамонов (*12 вересня 1969, с. Олексіївка, Первомайський район, Харківська область) — український харківський краєзнавець і журналіст, засновник і директор приватного музею міської садиби (м. Харків).

## Біографія
Андрій Парамонов народився 12 вересня 1969 року в селі Олексіївка Первомайського району на Харківщині.
1993 року закінчив Санкт–Петербурзький аграрний університет за спеціальністю «ґрунтознавство». Працював у приватній фірмі з обслуговування фермерів.
Упродовж 1995—1998 років був співробітником Первомайської приватної телекомпанії «Горизонт».
Від червня 1999 року Парамонов провадив дослідження в Харківському архіві.
У 2000 році Андрій Парамонов заснував Харківський приватний музей міської садиби. Він є також автором низки путівників Харковом і Харківщиною, краєзнавчих статей і розвідок, що публікувалися, як у пресі, так і окремими виданнями.
У травні 2019 року відбулась презентація чергової його книги «Вулиці старого Харкова» (рос. Улицы старого Харькова), в якому розвінчується низка міфів щодо назв вулиць міста, зокрема, щодо деяких ремісничих назв, які вигадав губернський землемір Миколай Драгомир.

## Вибрані твори
- История Чугуевского полка / сост. Левченко А., Парамонов А. Харьков: Харьковский частный музей городской усадьбы, 2008. 287 с.
- Энциклопедия фамилий Харьковской губернии. Том 1. 286 p.
- Энциклопедия фамилий Харьковской губернии. Том 2.[5]
- О влиянии генерал-полковника Николая Ватутина на ход боевых действий у Харькова в феврале-марте 1943 года // Впервые честно о катастрофических последствиях от решений командующего Юго-Западным фронтом Н. Ф. Ватутина ...[5]
- Деревянные храмы Харьковской области[5]
- Поміщицька родина наприкінці XVIII – ХІХ ст. (на прикладі родини Самборських-Малиновських-Розенів) [online][5]
- Андрей Антонов, Андрей Парамонов. Сады и парки Харьковской губернии. — Харьков : Издательский Дом «Райдер», 2008. — 176 с.[6]
- Горбоносов В., Парамонов А. Дорогами Сковороди Слобідська Україна. — Харків : Видавництво «Точка», 2022. — 216 с. — ISBN 978-617-7856-59-6.
- Парамонов А. Григорій Квітка-Основ'яненко: від Основи до Харкова. — Харків : Видавець Андрій Парамонов, 2023. — 128 с. — ISBN 978-617-8356-01-9.